# Estádio Caliente
O Estádio Caliente é um estádio de futebol localizado na cidade de Tijuana, Baja California, México.
O estádio tem capacidade para 33.333 espectadores, e o Club Tijuana manda seus jogos do Campeonato Mexicano neste estádio.

## Inauguração
O estádio foi inaugurado em 11 de novembro de 2007, de acordo com o cronograma. Depois da inauguração, o Club Tijuana ficou capaz de disputar a Primera División de México, porque a FEMEXFUT requer que equipes participantes da primeira divisão devem ter um estádio com capacidade de no mínimo 15.000 lugares.
A construção do estádio foi planejado em duas partes. A primeira parte concluiu as arquibancadas inferiores e o campo. A segunda fase foi concluída entre novembro de 2007 a janeiro de 2008, e mesmo assim o estádio continuará a ser expandido, elevando sua capacidade. Entre 21 e 26 de abril de 2009, o estádio recebeu o Campeonato Sub-17 da Concacaf de 2009.

## Estádio
O estádio terá uma capacidade final de 40.000 espectadores, e nas palavras de Jorge Hank Rhon, dono do futuro estádio, a principal razão para a construção do estádio é seu desejo de ter um clube de futebol profissional na cidade. É o segundo estádio do México em que o futebol é jogado sobre um gramado artificial na Primera División de México depois do Estádio Omnilife do Chivas Guadalajara. 